# Балинген ам Кајзерштул
Балинген ам Кајзерштул (њем. Bahlingen am Kaiserstuhl) општина је у њемачкој савезној држави Баден-Виртемберг. Једно је од 24 општинска средишта округа Емендинген. Према процјени из 2010. у општини је живјело 3.907 становника. Посједује регионалну шифру (AGS) 8316002.

## Географски и демографски подаци
Балинген ам Кајзерштул се налази у савезној држави Баден-Виртемберг у округу Емендинген. Општина се налази на надморској висини од 217 метара. Површина општине износи 12,7 km². У самом мјесту је, према процјени из 2010. године, живјело 3.907 становника. Просјечна густина становништва износи 309 становника/km².

## Међународна сарадња
| Мјесто  | Држава    | Врста сарадње | Од    |
| ------- | --------- | ------------- | ----- |
|         | Француска | партнерство   | 1996. |
| Ридвир  | Француска | партнерство   | 1996. |
| Холцвир | Француска | партнерство   | 1996. |
| Бишвир  | Француска | партнерство   | 1996. |
| Извор   |           |               |       |